# مواد رو به پلاسما

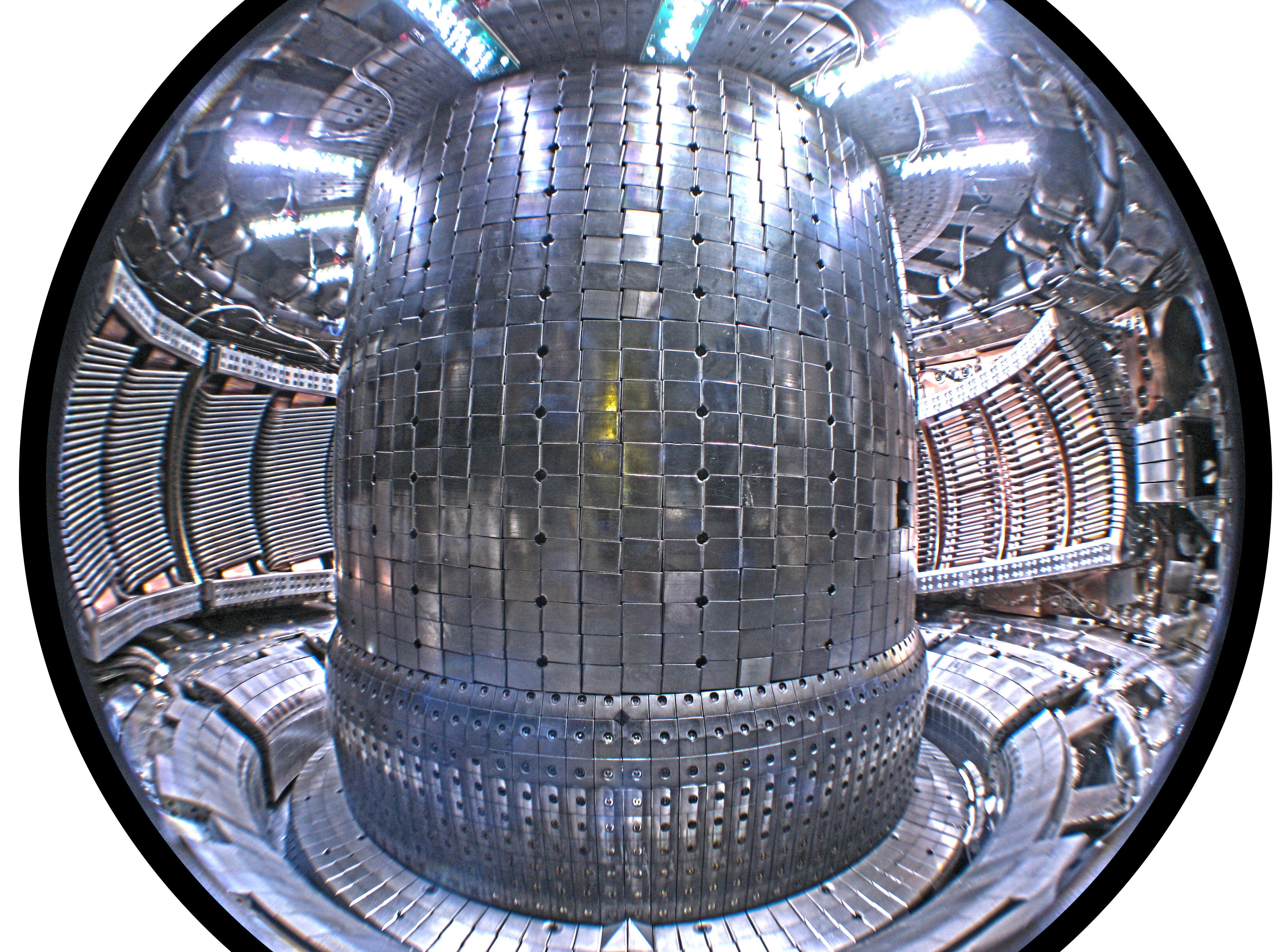
فضای داخلی Alcator C-Mod نشان می‌دهد که کاشی‌های مولیبدنیبه عنوان ماده سازنده اولین دیوار استفاده شده است

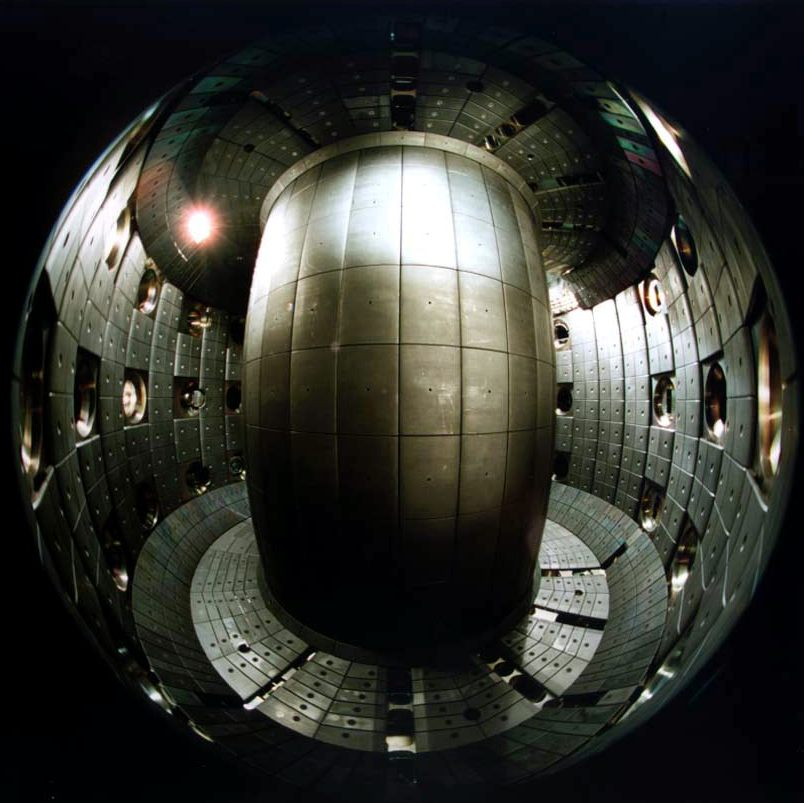
فضای داخلی Tokamak à متغیر پیکربندی که کاشی‌های گرافیتی به عنوان ماده سازنده اولین دیوار استفاده شده است

در تحقیقات انرژی گداخت هسته ای ، ماده (یا مواد) رو به پلاسما ( به انگلیسی: PFM)، هر ماده‌ای است که برای ساخت اجزای رو به پلاسما (PFC) از آن استفاده شود. اجزای رو به پلاسما اجزایی هستند که در معرض پلاسمایی قرار دارند که در آن همجوشی هسته ای رخ می‌دهد، از جمله این مواد می‌توان به ویژه به موادی که برای پوشش دیواره اول یا ناحیه انحرافی در کشتی راکتور مورد استفاده قرار می‌گیرند، اشاره کرد.
حالات چهارم ماده میباشد .
در طراحی راکتورهای هم‌جوشی باید دقت شود که مواد رو به پلاسما باید از مراحل کلی تولید انرژی پشتیبانی کنند، این مراحل عبارتند از:
1. تولید گرما از طریق همجوشی،
2. جذب گرما در دیوار اول،
3. انتقال دادن حرارت با آهنگ بیشتر نسبت به جذب حرارت.
4. تولید برق.

علاوه بر این، مواد رو به پلاسما باید در طول عمر یک کشتی راکتور همجوشی با تحمل شرایط محیطی سخت
به فعالیت خود ادامه دهند از جمله این شرایط محیطی سخت می‌توان به موارد زیر اشاره کرد:
1. بمباران یونی باعث کندوپاش فیزیکی و شیمیایی و در نتیجه فرسایش می‌شود.
2. کاشت یون باعث آسیب جابجایی و تغییر ترکیب شیمیایی می‌شود
3. جریان‌های حرارت بالا (به عنوان مثال ۱۰ مگاوات بر مترمربع) که علت آنها حالت لبه محلی (ELMS) و سایر موارد گذرا هستند.
4. محدود بودن کدگذاری و جداسازی تریتیوم.
5. داشتن خواص ترمومکانیکی پایدار در شرایط عملیات
6. محدود بودن تعداد اثرات تغییر شکل منفی هسته ایسه قسمت اصلی راکتور همجوشی جهت ایجاد و کنترل مواد رو به پلاسما عبارت اند از مولیبدن برای دیوار اول، گرافیت جهت منحرف سازی قسمت‌های پایین راکتور و تنگستن برای محرف سازی قسمت‌های بالایی

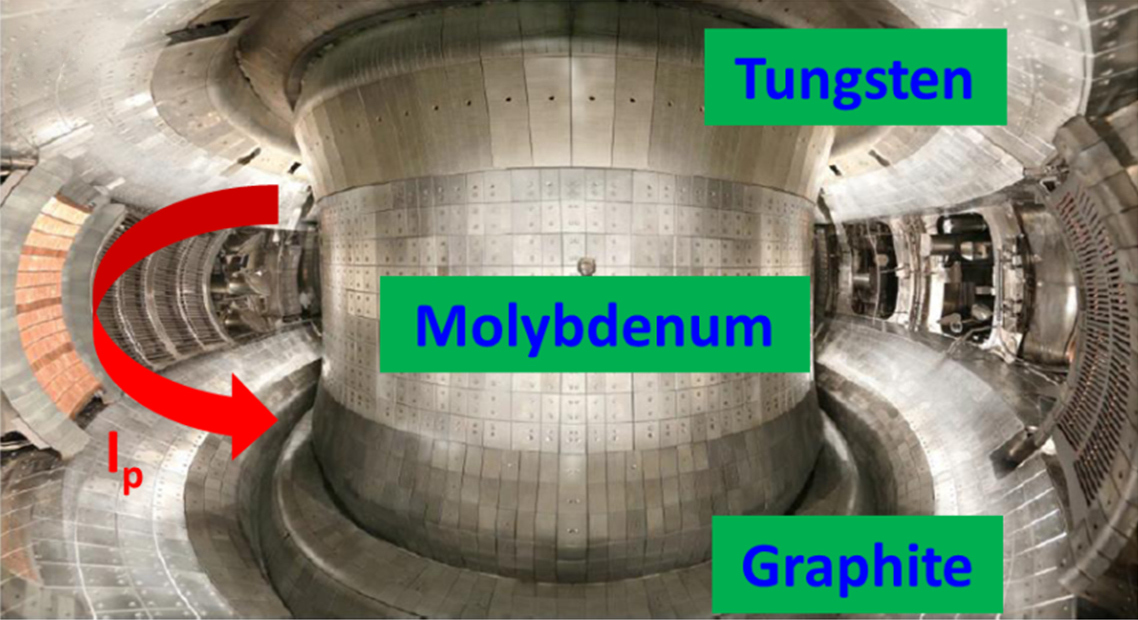
سه قسمت اصلی راکتور همجوشی جهت ایجاد و کنترل مواد رو به پلاسما عبارت اند از مولیبدن برای دیوار اول، گرافیت جهت منحرف سازی قسمت‌های پایین راکتور و تنگستن برای محرف سازی قسمت‌های بالایی

در حال حاضر، تحقیقات بر بهبود کارایی و قابلیت اطمینان در تولید و جذب گرما و افزایش سرعت انتقال در راکتورهای هم‌جوشی متمرکز است. تولید الکتریسیته از گرما فراتر از محدوده تحقیقات فعلی است و دلیل آن چرخه‌های انتقال حرارت کارآمد موجود فعلی می‌باشد، از جمله این چرخه‌ها می‌توان به گرم کردن آب برای به کار انداختن توربین‌های بخار که ژنراتورهای الکتریکی را به حرکت درمی‌آورند، اشاره کرد.
سوخت و انرژی طرح‌های کنونی راکتور توسط واکنش‌های همجوشی دوتریوم-تریتیوم (D-T) تأمین می‌شوند، این واکنش‌ها نوترون‌های پرانرژی تولید می‌کنند که می‌توانند به دیواره اول آسیب برسانند، هر چند، نوترون‌های پرانرژی (۱۴٫۱ مگاولت) برای عملیات تولید پتوی پرورشی و تریتیوم مورد نیاز است. تریتیوم به دلیل نیمه عمر کوتاهش یک ایزوتوپ طبیعی فراوان نیست، بنابراین برای یک راکتور همجوشی D-T باید با واکنش هسته ای ایزوتوپ‌های لیتیوم (Li)، بور (B) یا بریلیم (Be) با نوترون‌های پرانرژی که در دیواره اول برخورد می‌کنند، تولید شود.

## الزامات
اکثر محفظه‌های مغناطیسی دستگاه‌های همجوشی (MCFD) در طراحی فنی خود چند جزء کلیدی دارند، از جمله:
- سیستم آهنربایی: سوخت دوتریوم-تریتیوم را در حالت پلاسما و به شکل چنبره محدود می‌کند.
- ظرف خلاء: حاوی پلاسمای همجوشی هسته است و شرایط همجوشی را حفظ می‌کند.
- دیوار اول: بین پلاسما و آهنرباها قرار می‌گیرد تا از اجزای ظرف بیرونی در برابر آسیب‌های ناشی از تشعشع محافظت کند.
- سیستم خنک‌کننده: گرما را از محفظه خارج می‌کند و گرما را از دیوار اول منتقل می‌کند.

پلاسمای همجوشی هسته نباید با دیواره اول تماس داشته باشد. ITER و بسیاری دیگر از آزمایش‌های همجوشی فعلی و برنامه‌ریزی شده، به‌ویژه آزمایش‌های طرح‌های توکامک و ستاره‌ساز، از میدان‌های مغناطیسی شدید در تلاش برای دستیابی به این هدف استفاده می‌کنند، هرچند مشکلات ناپایداری پلاسما همچنان باقی است. حتی با وجود کردن پایدار کردن پلاسمای حصور شده، اولین ماده دیواره در معرض شار نوترونی قرار می‌گیرد که بیشتر از هر رآکتور هسته‌ای فعلی است. این پدیده منجر به دو مشکل اساسی در انتخاب ماده می‌شود:
- باید این شار نوترونی را برای مدت زمان مناسبی تحمل کند تا از نظر اقتصادی مقرون به صرفه باشد.
- رادیواکتیو شدن ماده نباید از حدی فراتر رود، تا در هنگام تعویض پوشش یا در نهایت از کار انداختن نیروگاه، مقادیر غیرقابل قبولی از زباله‌های هسته ای تولید نکند

همچنین مواد پوشاننده باید:
- اجازه عبور یک شار حرارتی بزرگ را بدهند.
- با میدان‌های مغناطیسی شدید و نوسانی سازگار باشد.
- آلودگی پلاسما را به حداقل برسانند.
- با هزینه مناسب تولید و جایگزین شود.

برخی از اجزای رو به پلاسمای مهم به‌ویژه دیورتور، معمولاً با موادی متفاوت از موادی که برای بیشتر ناحیه دیوار اول استفاده می‌شود محافظت می‌شوند.

## مواد پیشنهادی
موادی که در حال حاضر مورد استفاده قرار گرفته‌اند یا در حال بررسی قرار دارند عبارتند از:
- کاربید سیلیکون[۴]
- کاربید بور[۵][۶]
- گرافیت
- کامپوزیت فیبر کربن (CFC)[۶]
- بریلیم
- تنگستن
- مولیبدن
- لیتیوم

کاشی‌های چند لایه ساخته شده از چند مورد از این مواد (مواد بالا) نیز مورد بررسی قرار گرفته و مورد استفاده قرار می‌گیرند، به عنوان مثال:
- یک لایه نازک مولیبدنی روی کاشی‌های گرافیتی.
- یک لایه نازک تنگستنی روی کاشی‌های گرافیت.
- یک لایه تنگستنی بر روی یک لایه مولیبدنی روی کاشی‌های گرافیتی.
- یک لایه کاربید بور بر روی کاشی‌های CFC.[۶]
- یک لایه لیتیوم مایع روی کاشی‌های گرافیتی.[۷]
- یک لایه لیتیوم مایع بر روی یک لایه بور روی کاشی‌های گرافیت.[۸]
- یک لایه لیتیوم مایع روی سطوح PFC جامد مبتنی بر تنگستن یا دایورتورها.[۹]

گرافیت به عنوان ماده سازنده دیوار اول Joint European Tours(JET) در راه اندازی آن (۱۹۸۳)، در Tokamak à configuration varaible (1992) و در آزمایش ملی کروی Torus (NSTX، اولین پلاسما ۱۹۹۹) مورد استفاده قرار گرفته است.
بریلیم در سال ۲۰۰۹ در تعویض پوشش JET به منظور کاربری داشتن آن در کاربرد پیشنهادی مطرح شده در ITER مورد استفاده قرار گرفت.
تنگستن برای دیوراتور در JET استفاده گردید و برای دیوراتور ITER استفاده خواهد شد. همچنین از این ماده به عنوان سازنده دیواره اول در ASDEX Upgrade استفاده می‌شود. کاشی‌های گرافیتی که روی آنها تنگستن پاشیده شده بود برای ارتقاء دیوراتور ASDEX استفاده شد.
مولیبدن به عنوان ماده سازنده دیواره اول در Alcator C-Mod (1991) مورد استفاده قرار گرفته است.
لیتیوم مایع (LL) برای پوشش روی PFC راکتور تست همجوشی توکامک در آزمایش لیتیوم توکامک (TFTR، ۱۹۹۶) مورد استفاده قرار گرفت.

## ملاحظات
توسعه مواد رو به پلاسمای مناسب و رضایت بخش یکی از مشکلات کلیدی است که همچنان رفع نشده است و باید به وسیله برنامه‌های کنونی رفع گردد.
معیار عملکرد مواد رو به پلاسما به شرح زیر است:
- تولید برق با توجه به اندازه راکتور
- هزینه تولید برق
- خودکفایی در تولید تریتیوم.
- در دسترس بودن مواد.
- طراحی و ساخت PFC.
- ایمنی در نگه‌داری و دفع زباله.

تأسیسات بین‌المللی تابش مواد همجوشی (IFMIF) به صورت ویژه به این موضوع می‌پردازد. مواد توسعه یافته که در توسعه آنها از IFMIF بهره برده شده است در DEMO استفاده می‌شوند. DEMO جانشین پیشنهادی ITER می‌باشد.
پیر ژیل دو ژن ، برنده جایزه نوبل فیزیک فرانسوی، دربارهٔ همجوشی هسته‌ای می‌گوید: ما می‌گوییم که خورشید را درون یک جعبه قرار خواهیم داد. این ایده زیباست. مشکل اینجاست که ما نمی‌دانیم جعبه را چگونه بسازیم.

## پیشرفت‌های اخیر
مواد رو به پلاسما جامد مستعد آسیب تحت حرارت زیاد و شار نوترون بالا هستند. اگر این مواد جامد آسیب ببینند، می‌توانند پلاسما را آلوده کرده و پایداری حالت محصور پلاسما را کاهش دهند. علاوه بر این، تشعشعات می‌توانند از طریق عیوب موجود در مواد جامد نشت کنند و اجزای بیرونی ظرف را آلوده کنند.
مواد روبه پلاسما فلزی که به صورت مایع هستند و پلاسما را محصور می‌کنند برای رفع چالش‌های موجود در PFC پیشنهاد شده‌اند. به طور خاص، لیتیوم مایع (LL) به صورت ماده‌ای معرفی شده است که دارای خواص مختلفی است که برای عملکرد راکتور همجوشی جذاب هستند.

## لیتیوم
لیتیوم (Li) یک فلز قلیایی با عدد اتمی کوچک است. لیتیوم دارای انرژی یونیزاسیون اول پایین حدود ۵٫۴ الکترون‌ولت است و از نظر شیمیایی فعال و با گونه‌های یونی موجود در پلاسمای هسته‌های راکتور همجوشی بسیار واکنش‌پذیر است. به طور خاص، لیتیوم به آسانی ترکیبات لیتیوم پایدار را با ایزوتوپ‌های هیدروژن، اکسیژن، کربن و سایر ناخالصی‌های موجود در پلاسمای DT تشکیل می‌دهد.
واکنش همجوشی DT باعث تولید ذرات باردار و خنثی در پلاسما می‌شود. ذرات باردار به صورت مغناطیسی در پلاسما محصور می‌شوند. ذرات خنثی به صورت مغناطیسی محصور نمی‌شوند و به سمت مرز بین پلاسمای داغ‌تر و PFC سردتر حرکت می‌کنند. با رسیدن به دیواره اول، هم ذرات خنثی و هم ذرات باردار که از پلاسما رها شده‌اند به ذرات خنثی سرد گازی‌شکل تبدیل می‌شوند. لبه بیرونی گاز سرد خنثی با پلاسمای داغتر «بازیافت» یا مخلوط می‌شود. این باور وجود دارد که گرادیان دمای موجود بین گاز سرد خنثی و پلاسمای داغ علت اصلی انتقال غیرعادی الکترون و یون به خارج از محصور پلاسمای مغناطیسی است. با کاهش بازیافت، گرادیان دما کاهش می‌یابد و پایداری محصوریت پلاسما افزایش می‌یابد. با شرایط بهتر برای همجوشی در پلاسما، عملکرد راکتور بهبود می‌یابد.
علت اولین بهره‌وری از لیتیوم در دهه ۱۹۹۰ نیاز به یک PFC با بازیافت کم بود. در سال ۱۹۹۶، حدود ۰٫۰۲ گرم پوشش لیتیوم به TFTR, PFC اضافه شد که نتیجه آن دو برابر شدن توان خروجی همجوشی و بهبود گیر افتادن پلاسمای همجوشی بود. در دیوار اول، لیتیوم با ذرات خنثی واکنش داد تا ترکیبات لیتیومی پایدار تولید کند که نتیجه در گاز خنثی سرد با بازیافت پایین داشت. علاوه بر این، آلودگی لیتیوم در پلاسما بسیار کمتر از ۱٪ نشان می‌داد.
از سال ۱۹۹۶، این نتایج توسط تعداد زیادی از دستگاه‌های حصر مغناطیسی همجوشی (MCFD) که از لیتیوم در PFC آنها نیز استفاده شده است، مورد تأیید قرار گرفته‌اند، برای مثال:
- TFTR (ایالات متحده)، CDX-U (2005)/ LTX (2010) (ایالات متحده)، CPD (ژاپن)، HT-7 (چین)، EAST (چین)، FTU (ایتالیا).
- NSTX (ایالات متحده)، T-10 (روسیه)، T-11M (روسیه)، TJ-II (اسپانیا)، RFX (ایتالیا).

تولید انرژی اولیه در طرح‌های راکتورهای همجوشی از طریق جذب نوترون‌های پرانرژی است. نتایج حاصل از این MCFD مزایای مازاد پوشش‌های لیتیوم مایع را برای تولید انرژی قابل اعتماد نشان می‌دهد، از جمله:
1. نوترون‌های پرانرژی یا سریع را جذب می‌کنند. حدود ۸۰ درصد انرژی تولید شده در واکنش همجوشی D-T در انرژی جنبشی نوترون تازه تولید شده محبوس شده است.
2. انرژی جنبشی نوترون‌های جذب شده را در دیواره اول به گرما تبدیل می‌کنند. سپس گرمایی که در دیوار اول تولید شده را می‌توان توسط خنک‌کننده‌های موجود در سیستم‌های فرعی که برق تولید می‌کنند، حذف کرد.
3. پرورش تریتیوم یه صورت خودکفا به وسیله واکنش هسته ای با نوترون‌های جذب شده نوترون‌هایی با انرژی‌های جنبشی متفاوت، واکنش‌های تولید تریتیوم را هدایت خواهند کرد.

### لیتیوم مایع
پیشرفت‌های جدیدتر در زمینه لیتیوم مایع هم‌اکنون در دست آزمایش هستند، به عنوان مثال:
- پوشش‌های ساخته شده از ترکیبات لیتیوم مایع پیچیده‌تر.
- پوشش‌های چند لایه از LL, B، F، و سایر فلزات با عدد اتمی کم.
- پوشش‌هایی LL با چگالی بالاتر برای استفاده در PFC که برای حرارت‌ها و شارهای نوترونی بیشتر طراحی شده‌اند.